# 上實醫藥科技
上海實業醫藥科技集團有限公司（除牌當時為8018.HK）於1999年成立，同年在香港交易所創業板上市。由上海實業控股旗下公司。
公司业务生產醫藥產品，包括「胡慶餘堂」等。直至2003年，上海實業控股把本公司私有化成功後，已撤銷上市，並把醫藥業務注入上實聯合，因此整合後會提高靈活性。
在2011年，已併入上海醫藥集團有限公司，並成為香港和上海上市。

## 外部連結
- 私有化過程
- 上實醫藥科技與香港大學獲創新及科技基金資助共同研究改良中藥產品 （页面存档备份，存于）
- 告别香港创业板：上实医药私有化背后的棋局